# Красичков, Вячеслав Прокофьевич
Вячеслав Прокофьевич Красичков (1898 — 1978) — советский и таджикский селекционер и растениевод.

## Биография
Родился 10 октября 1898 года в селе Бобровка  (ныне — Петровский район (Саратовская область)). В 1921 году окончил Тамбовское сельскохозяйственное училище, работал агрономом в Петровском уезде, затем в Армавирском округе Северо-Кавказского края. В 1929 году окончил Горский сельскохозяйственный институт во Владикавказе.
В 1930—1956 годах заведовал отделом Вахшской зональной сельскохозяйственной опытной станцией в Курган-Тюбе. В 1939 году вступил в ВКП(б). В 1956 году избран директором НИИ Земледелия МСХ Таджикской ССР и занимал эту должность до 1959 года. В 1959 году отправлен в отставку по состоянию здоровья.
С 1960 года — заведующий отделом селекции хлопчатника того же института; в 1970—1978 годах заведовал отделом Вахшской зональной сельскохозяйственной опытной станции в Курган-Тюбе. Академик (1957—1978) и вице-президент (1957—1960) АН Таджикской ССР.
Скончался 16 июня 1978 года в Курган-Тюбе.

## Научная деятельность
В 1948 году защитил кандидатскую диссертацию «Селекция египетского хлопчатника в Таджикистане».
Основные научные работы посвящены биологии и селекции хлопчатника.
- Автор 14 тонковолокнистых сортов хлопчатника, обладающих ценными производственными качествами (высокая урожайность, скороспелость, высокие технологические качества волокна)[4].

## Награды и премии
- Сталинская премия третьей степени (1950) — за выведение и внедрение в производство тонковолокнистых сортов хлопчатника 504-В и 2365-В
- заслуженный деятель науки Таджикской ССР (1952)
- заслуженный агроном Таджикской ССР (1957)
- Герой Социалистического Труда (1966)
- два ордена Ленина
- три ордена Трудового Красного Знамени
- два ордена «Знак Почёта»
- медали
- Государственная премии имени Абуали ибн Сино (1972)[7].